# Stichelia cuneifascia
Stichelia cuneifascia is een vlindersoort uit de familie van de prachtvlinders (Riodinidae), onderfamilie Riodininae.
Stichelia cuneifascia werd in 1946 beschreven door Zikán, J.